# احمد بست
احمد بست (انگلیسی: Ahmed Best؛ زاده ۱۹ اوت ۱۹۷۳) یک هنرپیشه اهل ایالات متحده آمریکا است. وی از سال ۱۹۸۹ میلادی تاکنون مشغول فعالیت بوده‌است.
از فیلم‌ها یا برنامه‌های تلویزیونی که وی در آن نقش داشته است می‌توان به جنگ ستارگان اپیزود اول: تهدید شبح اشاره کرد.